# Brösgen
Brösgen ist ein Ortsteil der sächsischen Gemeinde Kreischa im Landkreis Sächsische Schweiz-Osterzgebirge.

## Geografie
Brösgen befindet sich südlich der Landeshauptstadt Dresden und nordwestlich von Kreischa. Der Rundweiler aus wenigen Gebäuden gruppiert sich in einer Senke, die als Quellmulde eines unbedeutenden Zuflusses des Possendorfer Bachs am Westhang seines Tales den Gehöften Schutz bot. Einige Anwesen und ihre Tore tragen noch gut erkennbare Züge der ländlichen Architektur des 18. Jahrhunderts.

### Nachbarorte
| Hänichen      | Rippien, Golberode                          | Babisnau |
| Possendorf    | Kompassrose, die auf Nachbargemeinden zeigt | Kleba    |
| Kleincarsdorf | Quohren                                     | Kreischa |

## Geschichte
Die erste urkundliche Erwähnung Brösgens stammt aus dem Jahr 1362. 1440 gehörte der Ort zur Pflege Rabenau, ab 1590 zum Amt Dippoldiswalde. 1696 lag die Verwaltungszugehörigkeit beim Amt Dresden. Danach gehörte der Ort von 1856 bis 1875 zum Gerichtsamt Dippoldiswalde, dann zur gleichnamigen Amtshauptmannschaft. 1936 erfolgte die Eingemeindung Brösgens nach Theisewitz. 1952 wurde der Ort Teil des Kreises Freital (später Landkreis). Mit der Eingemeindung von Theisewitz nach Kreischa wurde Brösgen Kreischaer Ortsteil. Im Zuge der Landkreisreform in Sachsen 1994 wurde Kreischa mit seinen Ortsteilen Teil des aus den Landkreisen Freital und Dippoldiswalde neugebildeten Weißeritzkreises. Dieser vereinigte sich am 1. August 2008 mit dem Landkreis Sächsische Schweiz zum Landkreis Sächsische Schweiz-Osterzgebirge.

### Entwicklung der Einwohnerzahl
| Jahr | Einwohnerzahl                |
| ---- | ---------------------------- |
| 1552 | 4 besessene Mann, 5 Inwohner |
| 1764 | 6 besessene Mann, 2 Häusler  |
| 1834 | 54                           |
| 1871 | 61                           |
| 1890 | 52                           |